# Saint-Mars-la-Réorthe
Saint-Mars-la-Réorthe is een gemeente in het Franse departement Vendée (regio Pays de la Loire) en telt 776 inwoners (2005). De plaats maakt deel uit van het arrondissement La Roche-sur-Yon.

## Geografie
De oppervlakte van Saint-Mars-la-Réorthe bedraagt 9,3 km², de bevolkingsdichtheid is 83,4 inwoners per km².
De onderstaande kaart toont de ligging van Saint-Mars-la-Réorthe met de belangrijkste infrastructuur en aangrenzende gemeenten.

## Demografie
Onderstaande figuur toont het verloop van het inwonertal (bron: INSEE-tellingen).

1. ↑  Populations de référence 2022.